# Квуцат-Кинерет
Квуцат-Кинерет, Кинерет (ивр. קבוצת כנרת‎) — кибуц в Северном округе Израиля, близ южной оконечности озера Кинерет. Входит в региональный совет Эмек-ха-Ярден. Основан в 1913 году (один из старейших кибуцев), на 2016 год население составляло 695 человек. Основу экономики кибуца составляют производство пластиковых деталей (фабрика «Хофит»), добыча строительного камня, индустрия туризма и сельское хозяйство.

## География
Кибуц Квуцат-Кинерет административно относится к региональному совету Эмек-ха-Ярден в Северном округе Израиля. Кибуц расположен вблизи от южной оконечности озера Кинерет, в 160 метрах ниже уровня моря. Расстояние до Тверии — 5 минут езды, до Бейт-Шеана — 25 минут езды. На расстоянии 1 километра к северо-западу от кибуца расположена мошава Кинерет, выходцами из которой был основан кибуц. Площадь Квуцат-Кинерет составляет 750 га.

## История
Человеческие поселения на месте современного кибуца существовали с древнейших времён. На территории Квуцат-Кинерет найдены пещерные захоронения раннего ханаанейского периода и руины ханаанейского города Бет-Йерах.
В 1908 году Палестинское еврейское бюро основало неподалёку от южного берега озера Кинерет сельскохозяйственную ферму, однако её администрация предпочитала дешёвый труд арабов из окрестных деревень, и через год после основвания проживавшие на ферме евреи её покинули. В начале 1913 года Э. Л. Йоффе и группой прибывших из США членов организации «Ха-икар ха-цаир» была предпринята неудачная попытка возрождения фермы. В конце того же года вследствие обращения Палестинского бюро группа еврейских поселенцев из близлежащей мошавы Кинерет снова заселила ферму. 2 ноября 1913 года 16 поселенцев во главе с Бенционом Исраэли (Черноморским) основали на этом месте квуцу Кинерет, ставшую вторым кибуцем в Палестине после Дгании.
В первый год существования кибуца основу его хозяйства составляли богарное земледелие, курятник, выпас коров и огородничество. В дальнейшем к кибуцу присоединялись дополнительные группы поселенцев, в состав первой из которых, в 1915 году, входил Берл Кацнельсон. В годы Первой мировой войны в кибуце возник первый образец магазина потребительской кооперации «Машбир», в дальнейшем выросшего в большую торговую сеть.
В 1926—1929 годах Квуцат-Кинерет перебазировался из первоначального места расположения на вершину холма, господствовавшего над окружающей местностью. В 1934 году население кибуца удвоилось с прибытием из Рамат-Гана группы последователей движения «Ха-шомер ха-цаир». Начал формироваться рыболовный промысел. По инициативе Исраэли в Квуцат-Кинерет было начато возрождение культивации в Палестине финиковых пальм, а также была создана одна из первых в стране банановых плантаций. В годы, предшествующие основанию Израиля, на территории кибуца базировался рабочий отряд, прокладывавший дорогу Цемах — Тверия, а также отряды «Хаганы» и «Пальмаха».

## Население
По данным Центрального статистического бюро Израиля, население на начало 2020 года составляло 689 человек.
Примерно половину из числа жителей Квуцат-Кинерет составляют члены кибуца.
Согласно переписи населения 2008 года, медианный возраст жителей Квуцат-Кинерет составлял 33 года. Дети и подростки в возрасте до 17 лет включительно составляли 29 % населения кибуца, люди пенсионного возраста (65 лет и старше) — 17 %. 96 % жителей были евреями, из них 17 % — репатриантами из других стран, в основном приехавшими до 1991 года. Среднее количество людей в домохозяйстве — 2 человека, при этом почти половина населения проживала в одиночку.
19,4 % жителей Квуцат-Кинерет имели высшее образование (бакалавр и выше). В целом 35,4 % жителей в возрасте от 15 лет учились по 13 лет и больше. В кибуце действует начальная школа имени Наоми Шемер; дети старшего школьного возраста посещают среднюю школу «Бейт-Йерах», обслуживающую учащихся из ряда местных населённых пунктов.

## Экономика
Из числа жителей кибуца в возрасте 15 лет и старше 70,4 % принадлежали к пулу работоспособного населения Израиля в 2008 году, и 97 % из этой группы были трудоустроены. Четверть трудоустроенного населения была занята на канцелярской работе, ещё 11 % на административной и ещё четверть — в сферах торговли и обслуживания. 15,5 % были заняты в промышленном производстве и 10 % в сельском хозяйстве. Среди основных отраслей хозяйства кибуца — производство пластиковых деталей для гражданских инфраструктур (кибуц владеет 53 % завода «Хофит»), добыча строительного камня, туристическая индустрия и сельское хозяйство. На территории кибуца, вблизи истока реки Иордан, расположено место символического крещения паломников-христиан, в Квуцат-Кинерет организуются семинары и конференции. Среди сельскохозяйственных культур, выращиваемых в кибуце — финики, бананы, манго и авокадо, есть также молочное животноводство и птицеводство.
В 70 % домохозяйств кибуца в 2008 году имелся персональный компьютер, почти все домохозяйства были подключены к Интернету. В 54 % домохозяйств имелся как минимум один автомобиль, в 7 % домохозяйств их было два или больше. В среднем на домохозяйство приходилось 1,4 сотовых телефона. Среднее число жильцов на комнату в жилых домах в 2008 году — 0,6 (по сравнению с 0,8 в 1995 году).